# محمد صالحی (اسکیت‌باز)
محمد صالحی (زاده ۱۷ خرداد ۱۳۶۷ در اراک) بازیکن اسکیت سرعت اهل ایران است. وی بازیکن تیم ملی اسکیت سرعت ایران است که بیش از صد عنوان قهرمانی باشگاهی، استانی، کشوری و بین‌المللی در رشته اسکیت سرعت را در کارنامه خود دارد.

## آغاز فعالیت ورزشی
محمد صالحی اسکیت را به صورت تفریحی از سال ۱۳۷۴ در شهر بازی اراک شروع کرد و به سرعت جذب رشته اسکیت سرعت شد، اما به دلیل هزینه‌های سنگین این رشته تا سال ۱۳۸۱ از ورود به رشته اسکیت سرعت بازماند، سرانجام در سال ۱۳۸۱ وارد رشته اسکیت سرعت شد و در سال ۱۳۸۳ به همراه تیم استان مرکزی به مسابقات قهرمانی کشور اعزام شد اما از کسب مدال بازماند، او در سال ۱۳۸۴ در مسابقات دسته جات آزاد کشوری در تهران خوش درخشید و به اردوی تیم ملی دعوت شد.
محمد صالحی پس از دعوت به اردوی تیم ملی موفق شد در سال ۱۳۸۶ به مسابقات ماراتن آسیایی اعزام شود، وی پس از بازگشت از این مسابقات به دلیل کمبود امکانات به تهران نقل مکان کرد تا تمرینات خود را برای کسب مدال در مسابقات بین‌المللی ادامه دهد، او از سال ۱۳۸۶ تا کنون حضور مستمر در اعزام‌های تیم ملی اسکیت سرعت داشته‌است و عناوین و مدال‌های رنگارنگی به شرح زیر به دست آورده‌است
- کسب عنوان قهرمانی ایران از سال ۱۳۸۴ تا ۱۳۹۸
- اعزام به مسابقات ماراتن باشگاه‌های آسیا سال ۲۰۰۷ چین
- کسب مقام چهارم مسابقات قهرمانی آسیا کشور چین شهر هاینینگ ۲۰۰۸
- کسب مقام پنجم مسابقات قهرمانی جهان کشور چین سال ۲۰۰۹
- اعزام به مسابقات قهرمانی جهان کشور کلمبیا سال ۲۰۱۰
- اعزام به عنوان اولین و تنها بازیکن مرد ایران به بازی‌های آسیایی گوانگژو و کسب مقام ششم، کشور چین سال ۲۰۱۰
- کسب مقام یازدهم در مسابقات قهرمانی جهان کشور کره جنوبی سال ۲۰۱۱
- کسب مقام چهارم در مسابقات قهرمانی آسیا کشور چین سال ۲۰۱۲
- کسب مقام سوم مسابقات قهرمانی آسیا کشور چین سال ۲۰۱۴
- کسب مقام یازدهم مسابقات قهرمانی جهان کشور چین سال ۲۰۱۵
- کسب مقام سوم مسابقات قهرمانی آسیا کشور چین سال ۲۰۱۶
- کسب مقام دهم مسابقات قهرمانی جهان کشور چین سال ۲۰۱۷
- کسب مقام هشتم مسابقات قهرمانی جهان کشور هلند سال ۲۰۱۸
- کسب مقام دوم مسابقات کاپ آزاد آمریکای جنوبی کشور شیلی سال ۲۰۱۸
- کسب مقام سوم مسابقات قهرمانی آسیا کشور کره جنوبی سال ۲۰۱۸
- کسب مقام اول مسابقات قهرمانی آسیا کشور کره جنوبی سال ۲۰۱۸
- کسب مقام دوم مسابقات کاپ آزاد شیلی سال ۲۰۱۹

محمد صالحی سابقه مربیگری تیم استان مرکزی و تیم استان تهران را در کارنامه خود دارد، که در آن زمان تیم استان مرکزی به مقام اول مسابقات قهرمانی کشور دست یافت.
محمد صالحی به دلیل حضور مستمر در مسابقات به عنوان بازیکن، به‌طور رسمی فعالیت مربی گری محدودی دارد، اما تا کنون تعداد زیادی از بازیکنان رشته اسکیت سرعت با مربی گری او قهرمان کشور و وارد تیم ملی شده‌اند
وی عضو کمیته سرعت فدراسیون اسکیت ایران می‌باشد.
محمد صالحی در سال ۹۱ به عنوان سرباز نمونه کشور نیز انتخاب شده و موفق به کسب تقدیر نامه از فرمانده محترم ارتش جمهوری اسلامی ایران شد.
وی علاوه بر اسکیت در تجارت و صنعت هم موفق بوده و به همراه یکی از دوستان شیمیدان خود کفش اسکیت از جنس فیبر کربن را در ایران تولید کرد و با پایه گزاری برند ELREY وارد بازار تولید و فروش اسکیت شد و به این ترتیب به عنوان اولین تولیدکننده کفش اسکیت در ایران شناخته می‌شوند.
لازم است ذکر شود که تنها بعد از گذشت یکسال محمد صالحی و شریک تجاریش توانستند تولیدات خود را به کشورهای سوئیس، آلمان، شیلی و هند ارسال کنند تا به عنوان اولین صادره کننده در این بخش نیز نام خود را ثبت کنند.
مدال برنز آسیا سال ۲۰۱۸ چین (وان لپ)
مدال طلا آسیا سال ۲۰۱۸ چین(۱۰۰ متر)